# Peugeot Type 153
La Type 153 è un'autovettura di fascia alta prodotta dal 1914 al 1925 dalla casa automobilistica francese Peugeot.

## Profilo

### Caratteristiche
La Type 153 fu introdotta nel 1914 per andare a sostituire la Type 138, tolta di produzione già nel 1912. La vettura fu una delle primissime Peugeot nate in seguito al piano di razionalizzazione ed ottimizzazione della produzione voluta ed attuata da Ernest Mattern, uno dei più stretti collaboratori di Robert Peugeot. Il programma messo in atto da Mattern contava di applicare i metodi del taylorismo, già sperimentati con gran successo negli Stati Uniti da Henry Ford, il quale con la sua Ford T stava riscuotendo un enorme successo commerciale.
La Type 153 ereditò dalla Type 138 il motore a 4 cilindri da 2614 cm³ (alesaggio e corsa: 80x130 mm), a sua volta nato dalla rialesatura del motore HE da 2 litri che già equipaggiava le Peugeot Type 127 e 143, quest'ultima sostituta della prima ed ormai giunta anch'essa a fine carriera. Mentre nella Type 138 tale motore era siglato HA (o HHA nella versione Sport), nella Type 153 divenne noto con la sigla LA. Alimentato a carburatore, questo motore consentiva alla vettura di raggiungere una velocità massima di 70 km/h. Il telaio, di tipo tradizionale, era caratterizzato da un passo di 3.075 mm e la sola carrozzeria inizialmente disponibile fu quella di tipo torpedo.

### Evoluzione
Le prime ordinazioni della Type 153 poterono essere effettuate già dalla fine del 1913 (ed è per questo che alcune fonti riportano il 1913 come primo anno in cui la Type 153 fece la sua comparsa nel listino Peugeot), ma l'avvio della commercializzazione della vettura si ebbe nell'aprile del 1914.
Ma pochi mesi dopo il lancio commerciale della Type 153 vi fu lo scoppio della prima guerra mondiale e la Casa francese, dietro richiesta del governo francese, cominciò a produrre anche una versione militare, denominata 153 A, basata su un telaio differente e carrozzata con un tipo particolare di carrozzeria torpedo denominata torpedo coloniale. La vettura incontrò quindi consensi di vendite anche e soprattutto presso l'esercito francese. Fino al 1916 furono prodotti 800 esemplari di 153 in versione base e 556 del tipo 153 A. Una parte non trascurabile della produzione della Type 153 per scopi bellici fu quella relativa ad un lotto di esemplari prodotti in configurazione autoblindo. Altri invece, nati come autovetture, furono convertiti in camion. La produzione di autoblindo su base Type 153 avvenne in un altro sito produttivo acquistato dalla Casa del Leone Rampante proprio per soddisfare le cospicue ed impegnative commesse belliche. Tale sito fu quello di Mandeure, presso la carrozzeria Gauthier, a pochissimi chilometri da Audincourt, dove invece avveniva la normale produzione della Type 153.
Dopo un'interruzione nella produzione durata due anni, si ricominciò al termine della guerra: in questo senso, la particolarità storica della Type 153 stava nel fatto che si trattò dell'unico modello della Peugeot che sia riuscito a passare indenne attraverso la Grande Guerra.
Infatti, poco dopo il termine del conflitto, e precisamente nel 1920, la Type 153 fu riproposta in una nuova serie, denominata Type 153 B, leggermente più corta della serie precedente (di 15 cm), ma con un passo più lungo di 2. Questa nuova serie montava un motore a 4 cilindri da 2746 cm³ in sostituzione di quello da 2614 cm³ presente sulla serie precedente. Questo nuovo motore, siglato LA2, nacque dalla rialesatura dell'unità LA, in quanto il diametro dei cilindri passò da 80 ad 82 mm. Questo nuovo motore erogava una potenza massima di 32 CV a 1600 giri/min e spingeva la vettura ad una velocità massima di 75 km/h. Il telaio rimase comunque lo stesso del modello d'anteguerra, mentre la gamma delle carrozzerie rese disponibili dalla Casa francese si ampliò ed arrivò a comprendere oltre alla già nota torpedo anche le versioni coupé-chauffeur e limousine. In realtà la Peugeot aveva in serbo progetti più ambiziosi per la fascia di mercato occupata in quel momento dalla Type 153, ma date le difficoltà economiche dell'immediato dopoguerra preferì muoversi con cautela, a piccoli passi, e riproporre quindi un'evoluzione del modello che riscosse successo prima dell'avvento del conflitto. La Type 153 B fu prodotta fino al 1922 in 1.325 esemplari.
Nel 1921 a fianco della 153 B venne introdotta una versione sportiveggiante, denominata Type 153 BRS ed equipaggiata con un nuovo motore siglato LA4S, caratterizzato dalla cilindrata portata a 2951 cm³ e frutto di una nuova evoluzione dell'unità da 2.7 litri, i cui cilindri furono portati ad 85 mm di alesaggio. Tale motore era in grado di erogare 35 CV a 1600 giri/min e di spingere la vettura a 80–85 km/h di velocità massima. La versione BRS fu proposta solo con carrozzeria torpedo o da vettura sport, con carrozzeria aperta senza protezioni.
Tra la fine del 1921 e la prima metà del 1922 la gamma si moltiplicò con l'introduzione di più versioni destinate a sostituire la Type 153 B: innanzitutto fu introdotta la Type 153 BR, che portò la Type 153 verso un livello superiore per quanto riguarda il lusso. La vettura nasceva su un telaio con interasse di 3.09 metri o anche di 3.19 metri, dando quindi la possibilità di avere una vettura di maggiori dimensioni (lunga fino a 4.65 metri) e con maggiori ambizioni. La versione a passo lungo prese il nome di Type 153 BRA. In entrambi i casi il motore era lo stesso 4 cilindri da 2951 cm³ della BRS, ma che in questo caso prese la sigla LA4. La Type BRA fu prodotta in 1.305 esemplari, cui si aggiunsero anche i circa 200 esemplari delle versioni coloniali (Type 153 C e Type 153 CA nel caso di versione a passo lungo), che differivano dalla BR e dalla BRA per un diverso ponte posteriore. La BRA fu anche l'ultima Type 153 a rimanere in listino: la sua produzione proseguì infatti fino al 1925, anno in cui la gamma della Type 153 fu tolta di produzione per lasciare il posto alla Type 176.

### Produzione
| Modello | Carrozzerie disponibili                       | Motore | Cilindrata cm³ | Alesaggioxcorsa mm | Potenza max (CV/rpm) | Velocità max (km/h) | Anni di produzione | Esemplari prodotti |
| 153     | torpedo                                       | LA     | 2614           | 80x130             | -                    | 70                  | 1914-16            | 800                |
| 153 A   | torpedo coloniale                             | LA     | 2614           | 80x130             | -                    | 70                  | 1914-16            | 556                |
| 153 B   | torpedo, coupé de ville, limousine            | LA2    | 2746           | 82x130             | 32/1600              | 75                  | 1920-22            | 1.325              |
| 153 BR  | torpedo, coupé de ville, limousine            | LA4    | 2951           | 85x130             | 35/1600              | 80                  | 1922-23            | 276                |
| 153 BRA | torpedo, coupé de ville, limousine, cabriolet | LA4    | 2951           | 85x130             | 35/1600              | 80                  | 1922-25            | 1.305              |
| 153 C   | torpedo coloniale                             | LA4    | 2951           | 85x130             | 35/1600              | 80                  | 1922-23            | 50                 |
| 153 CA  | torpedo coloniale                             | LA4    | 2951           | 85x130             | 35/1600              | 80                  | 1922-24            | 150                |
| 153 BRS | torpedo, vettura sport                        | LA4S   | 2951           | 85x130             | 35/1600              | 85                  | 1921-23            | 200                |